# Elaphoglossum aemulum
Elaphoglossum aemulum là một loài dương xỉ trong họ Dryopteridaceae. Loài này được Brack. mô tả khoa học đầu tiên.